# FFC Zuchwil 05
Le FFC Zuchwil 05 était un club de football féminin situé à Zuchwil, dans le canton de Soleure, en Suisse.

## Histoire
Le club est fondé en mars 2005, il est issu du DFC Soleure fondé en 1970, qui devient le DFC Zuchwill en 1990. En 1999, le club monte la première fois en première division, il termine deux fois vice-champion, en 2004 et 2006 avant de devenir champion de Suisse en 2007. En 2008, le FFC Zuchwil termine à nouveau vice-champion.
Après la saison 2010-2011, le club termine à la 9e place et doit disputer les barrages de relégations où il sera finalement relégué en Ligue nationale B (LNB), la deuxième division. En décembre 2011, le club se retire de la LNB et arrête son activité pour des raisons financières.

## Palmarès
- Champion de Suisse : (1)
  - Champion : 2007
  - Vice-champion : 2004, 2006 et 2008